# マーク I 戦車
マーク I 戦車（マーク 1 せんしゃ、英: Mark I tank）は、イギリスが第一次世界大戦中に開発し、世界で初めて実戦で使用された戦車。

## 概要
西部戦線における塹壕と機関銃の圧倒的優位を打破するために開発された。その形状から菱形戦車（rhomboidal tank）とも呼ばれる。
イギリス海軍の主導により開発され、1915年12月3日に走行試験に成功、1916年2月に制式採用され量産化が決定して「Mark I」の正式名称が与えられた。
1916年9月15日のソンムの戦いにおける第3次攻勢にて初めて戦闘に投入されたが、機械的信頼性の低さや乗員の居住性・操縦性が劣悪であるなどの設計上の問題や、砲弾孔に落下して破損するなど運用上の問題があり、戦果は限定的であった。
後に改良を加えたマーク IV、Vなどが開発され、各国でも戦車が研究・開発されるようになった。
英語で戦車を表すタンク（tank）は、マークⅠに水槽（tank)という暗号名が使われたことに由来する。

## 開発史

### 前史
1855年、イギリスで、「Cowen’s Locomotive Land Battery（コーウェンの機関車陸上砲台）」という、履帯装備ではないものの、「装甲」「武装」「エンジン」を積んだ車両のアイディアが、特許申請されている。しかし、1855年、1862年の二度に渡り提出されるも、いずれも却下されている。
1903年、H.G.ウェルズによる短編小説『The Land Ironclads（ザ・ランド・アイアンクラッズ、陸の甲鉄艦）』の中に、陸上戦艦のようなものが登場した。
1911年11月14日、ジョン・アンダーソン・コリーという人物が、海軍卿のウィンストン・チャーチル宛に手紙を送り、「動く砦」や「陸上装甲艦」のアイディアが提示された。しかしその、重量50 t、最高速度30 km前後、30人乗り、と説明された、工学的非現実性が原因で、手紙は黙殺され、戦車開発に何の影響も与えなかった。ただし、後のペドレール・マシンやマーク IX 戦車などの兵員輸送車が兵員30～50人乗り（1個小隊規模）なので、わずかに関係があるかもしれない。
1912年、イギリス戦争省のコンペティションに、オーストラリア人技術者のド・モールによって、履帯方式の「ド・モールの陸上戦艦」の図面と1/8の模型が提出されたが、採用されなかった。完成時の全長は12 mほどで、操向は先端部を履帯ごと左右に動かして行う方式であった。

第一次世界大戦最中の西部戦線において、塹壕戦が始まり、戦線は膠着状態に陥った。塹壕と塹壕の間には鉄条網が張られ、機関銃・迫撃砲・大砲などが配置された。歩兵が塹壕を出て突撃しても、敵陣にたどり着く前に機関銃の的となるだけであった。
この状況を打開するため、各国では新しい戦術や兵器の考案が始められた。
そんな中、イギリス陸軍のアーネスト・ダンロップ・スウィントン少佐（1868年 - 1951年。1916年に中佐に昇進。最終階級は少将）は、（スウィントン自身によると、H.G.ウェルズの小説『The Land Ironclads』から着想を得て）、アメリカのホルト社（現キャタピラー社）が実用化に成功した無限軌道式トラクター（元は1908年にイギリスのホーンズビー社で開発された物だが、どこも関心を示さず、アメリカのホルト社に設計が売却された）をヒントに、これに装甲を施した戦闘室を搭載した戦闘車輌を着想した。スウィントンの著書「目撃者」によると、最初は1914年10月19日の朝に、戦車を作るというアイディアを突然思いついたとのこと。彼はこのアイディアを古くからの友人であるイギリス帝国国防委員会書記長のモーリス・ハンキー大佐に伝えた。
1914年10月22日、スウィントンはフランスのサントメールに到着し、彼のアイディアを説明したが、フランス軍は彼の考えに乗り気でなかった。12月、スウィントンとハンキーの二人は連名で海軍卿のチャーチル宛に書簡を送った。
1915年1月2日、ハンキーが陸軍大臣のホレイショ・ハーバート・キッチナーに、このアイディアを披露したところ、支持できないと伝えられ、陸軍では却下されてしまう。
諦めきれないハンキ―は、直接ハーバート・ヘンリー・アスキス首相にこの話を持っていき、訪れた当時海軍大臣だったチャーチルの目に留まることで、また、イギリス海軍航空隊創設者のマレー・セター大尉の働き掛けもあって、海軍が関心を持ち、1915年2月、チャーチルにより「陸上軍艦委員会」（委員長：ユースタス・テニソン＝ダインコート海軍造船局長）が設立され、超壕兵器「陸上軍艦（Landship）」の開発が秘密裏に始まった。チャーチルは、この「陸上軍艦」の開発のために、どこからか7万ポンドもの大金を引っ張ってきた。陸上軍艦委員会の活動は、敵国は勿論のこと、身内である戦争省のキッチナー、海軍本部、財務省など、計画の障害となる勢力からも、隠されていた。

なお、新兵器「戦車」の本流とはならなかったが、「陸上軍艦（ランド・シップ）」の初期のアイディアとして、陸上軍艦委員会のメンバーである、イギリス海軍航空隊のマレー・セター大尉は、ブラマー・ジョセフ・ディプロックの「ペドレール（Pedrail）」方式を推し、
同じく、海軍航空隊装甲車部門の指揮官であるトーマス・ジェラルド・ヘザリントンは、「ビッグ・ホイール」方式を提案していた。しかし、ヘザリントン案は、モックアップの制作途上で破棄された。
- [3] - へザリントンの「ビッグ・ホイール」の設計案。車輪の直径が15 ftもあった。

### 試作・試験

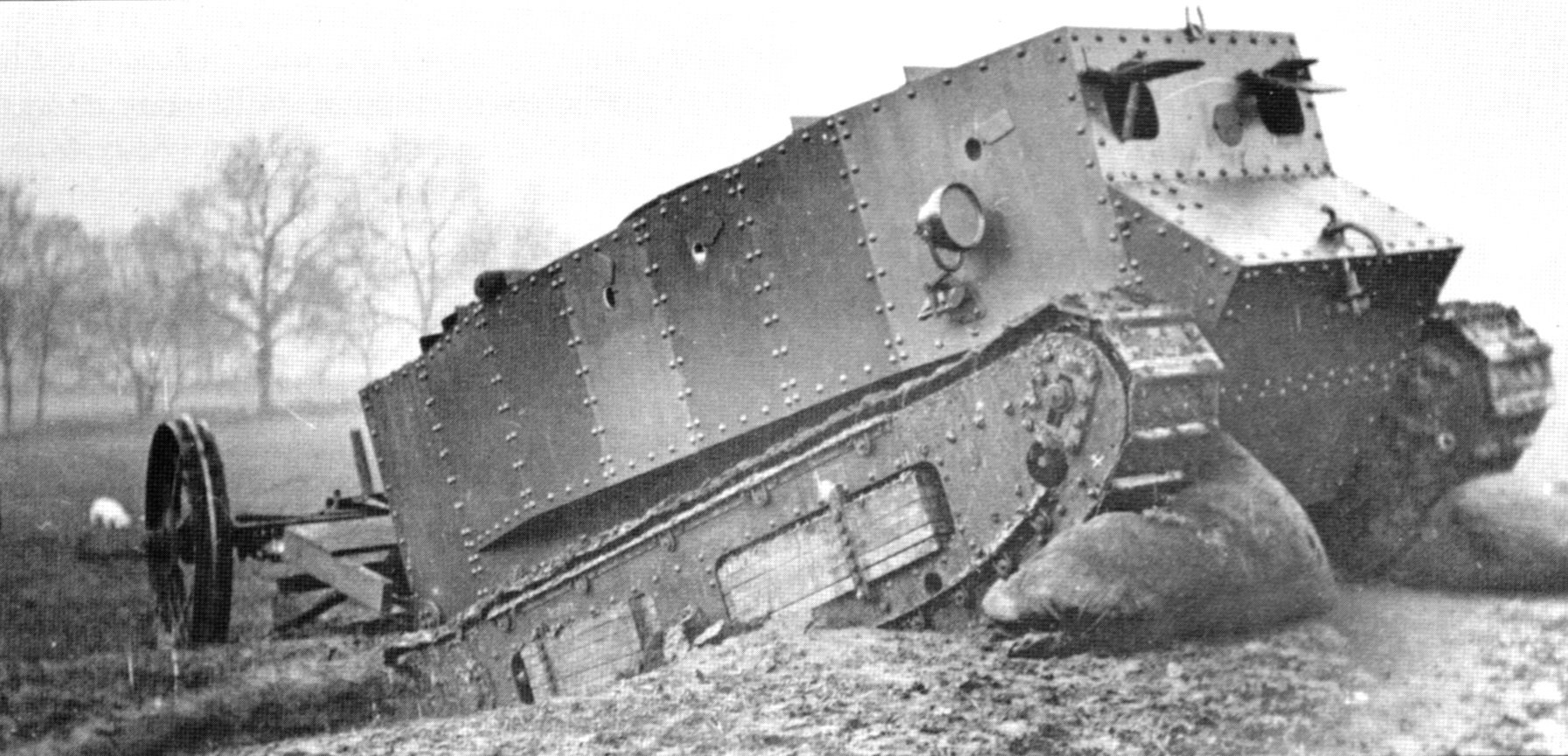
リトル・ウィリー

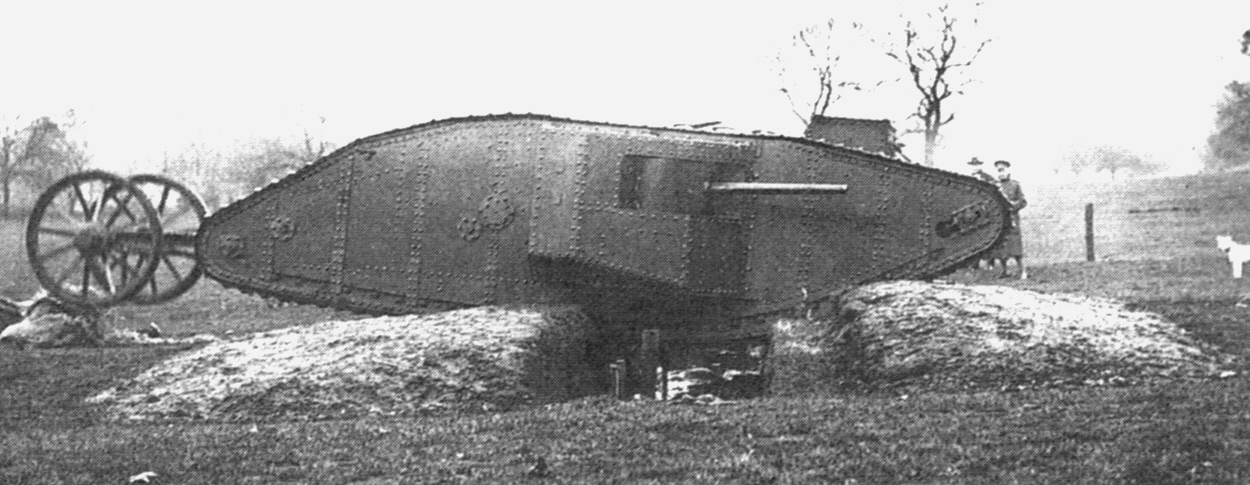
ビッグ・ウィリー（マザー）

1915年6月30日、アメリカから輸入した三条式のキレン・ストレート・トラクターの公開実験が行われたが、鉄条網と塹壕の突破に失敗した。
1915年7月、スウィントンは本国に呼び戻されて、内閣戦争会議の代表幹事となった。スウィントンは、実現すべき仕様を次のとおり定めた。
- 速度は時速6.4キロメートル以上
- 幅1.5メートルの塹壕を渡ることが出来る
- 有刺鉄線を突き破れる
- 高さ1.5メートルの物体を乗り越えられる
- 2基の機関銃を備える
- 防弾車両

陸上軍艦の本命の試験車輌は、1915年9月に完成し、開発担当者の名前から「トリットン・マシン」と呼ばれた。動力ユニットは「フォスター・デイムラー・トラクター」から、足回りは「ブルロック・クリーピング・グリップ・トラクター」から、流用した。だが、この試験車輌は軍が要求した超壕課題こそクリアしたものの、所定の段差を越えることができず、また足回りのトラブルも多かった。そこで、トリットン・マシンの主に足回りを改良すべく、民生部品の流用を見直し、部品の専用設計を行い、製作されたのが、1915年12月に完成した「リトル・ウィリー」である。だが、リトル・ウィリー自体は塹壕や不整地を走破する能力が低く、兵器として実用に耐える物ではなかったことから、履帯が車体側面全体を回る形の菱形戦車の開発が進められる。
防諜のため、菱形戦車の試作車輌には、1915年11月4日に「water carrier 水運搬車」（略すと「WC」（便所）という不穏当な名称になってしまう）というコードネームが名付けられたが、同年12月24日に名称の変更が決定され、さまざまな秘匿名が検討されたが、最終的に「tank タンク」（≒水槽）が選ばれ、表向きにはメソポタミアの植民地向けに貯水槽（タンク）を製造していることにされたが、この植民地を失ったため、偽(架空）の契約の顧客としてロシア帝国が選ばれた。
翌1916年1月29日に完成した菱形戦車の試作車輌「ビッグ・ウィリー」は、同年2月2日、ソールズベリー侯の邸宅にて、デモンストレーションを行い、丘、小川、鉄条網、塹壕といった課題をクリアした。
邸宅には、デビッド・ロイド・ジョージ（軍需大臣）、アーサー・バルフォア（外務大臣）、ウィリアム・ロバートソン（イギリス陸軍将校）など、政府や軍の重鎮が大勢集まった。キッチナー（軍司令官）は戦車開発に反対していたものの参加した。ロイド・ジョージは非常に強い印象を受け、「センチピード（＝ムカデ）などと呼ばれる醜いけだものを見たとき、私はただただ驚き圧倒された」と語っている。なお、海軍主導で開発されたので、海軍式の「HMLS センチピード(国王陛下の陸上艦 センチピード)」が正式な名称である。
デモンストレーションは成功をおさめ、ビッグ・ウィリーの量産化が決定、制式名称を「マークI」とし、この試作車輌は全ての戦車の原点として「マザー（Mother）」と呼ばれることとなる。そして、40輌（すぐに100輌へ増加）の生産が決まったが、これら全ての車輌にも海軍式に個別の名称が与えられた。

### 実戦投入
マークIのデビュー戦は、1916年9月15日のソンムの戦いにおける第3次攻勢となった。
三個戦車中隊の計60輌のマークIが投入を予定していたが、輸送時のトラブルや移動中の故障から脱落する車輌が相次ぎ、用意されたのは49両、稼働できたのは18両だけだった。また、前進を開始するとエンジントラブルや砲弾孔に落ちて破損するなどの問題が発生し、従来の作戦通り歩兵を先導して敵陣地に突撃できたのはわずか5輌だけだった。だが、有効な対抗兵器を持たない前線のドイツ軍兵士は、鉄条網を超えて進んでくる謎の新兵器にパニックに陥った。この日の戦いで、イギリス軍は目標としていたフレール一帯の丘陵地帯の占領に成功する。それでも、長大な戦線からすれば、投入した車輌の数の少なさから効果は一部に留まってしまい、何より戦車の信頼性の低さが問題となった。だが、戦車という兵器の研究・開発は各国で進められることになる。

### オールドベリー・トランスミッション・トライアル
イギリス軍はマークI系戦車の変速機をより扱いやすいものとすべく、当時の連合国各国の自動車メーカーや自動車技師達に改良案を募り、1917年3月にオールドベリー変速機試験（Oldbury transmission trials）が実施された。試験に参加したのは下記の6つの改良案であった。
- マーク II 戦車（ドイツ語版）、ブリティッシュ・ウェスティングハウス（英国）のガス・エレクトリック方式
- マークII戦車、クロッシェ-コラルドー（英語版）（仏）のガス・エレクトリック方式
- マークI戦車試作1号機（Mother）、デイムラー（英国）のガス・エレクトリック方式
- マークII戦車、ハーヴェイ・ウィリアムス-レイノルド・ジャーニー共作のアキシャル・ピストンポンプ（英語版）を用いた油圧式動力伝達装置[10]
- マークII戦車、ウォルター・ゴードン・ウィルソン（英語版）の遊星歯車式プリセレクタ変速機（英語版）
- マークII戦車、ウィルキンスの複式クラッチ変速機[注 3]

なお、アルバート・ジェラルド・スターン卿によれば、この試験にはマークI系戦車以外にさらに下記の2台が参加し、総勢8台の異なる駆動伝達方式がテストされたという。
- 車種不明、Heel-Shaw社の油圧式動力伝達装置
- ウィリアム・トリットン（英語版）の二重エンジン試作戦車（後のマーク A ホイペット中戦車）

オールドベリー変速機試験の結果、ウィリアムス-ジャーニー式油圧伝達装置の性能が良好であった事から、同年11月のマーク VII 戦車に制式採用されたが、マークVIIはただでさえ駆動系統の構造が複雑だったうえ、1917年末時点でのイギリスの工業生産能力はマークVIIを量産する余力が無いほど限界に達しており、各戦車部隊より74両の注文を受けたが必要台数の生産を行える目処が立たなかった。結局、英国は独力での戦車生産を諦めてアメリカ合衆国からエンジンと変速機を含むパワートレインの供給を受け共同開発したマーク VIII 戦車の生産に移行、マークVIIは終戦までに3両が作られたのみで、受注のほとんどはマークVIIIの配備によって賄われた。
オールドベリー変速機試験の成果は、戦車の動力伝達装置としては大きな成功は残せなかったが、この時に開発された機構の多くが戦間期の自動車産業（モータリゼーション）や鉄道産業の振興に役立てられ、第二次世界大戦にて連合国の戦車・車両生産を担う工業力を涵養する事に繋がった。

## 特徴

### 基本構造

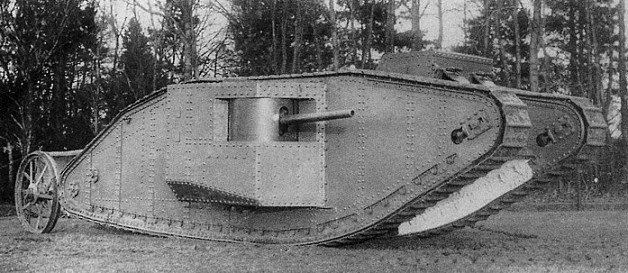
マーク I 雄型

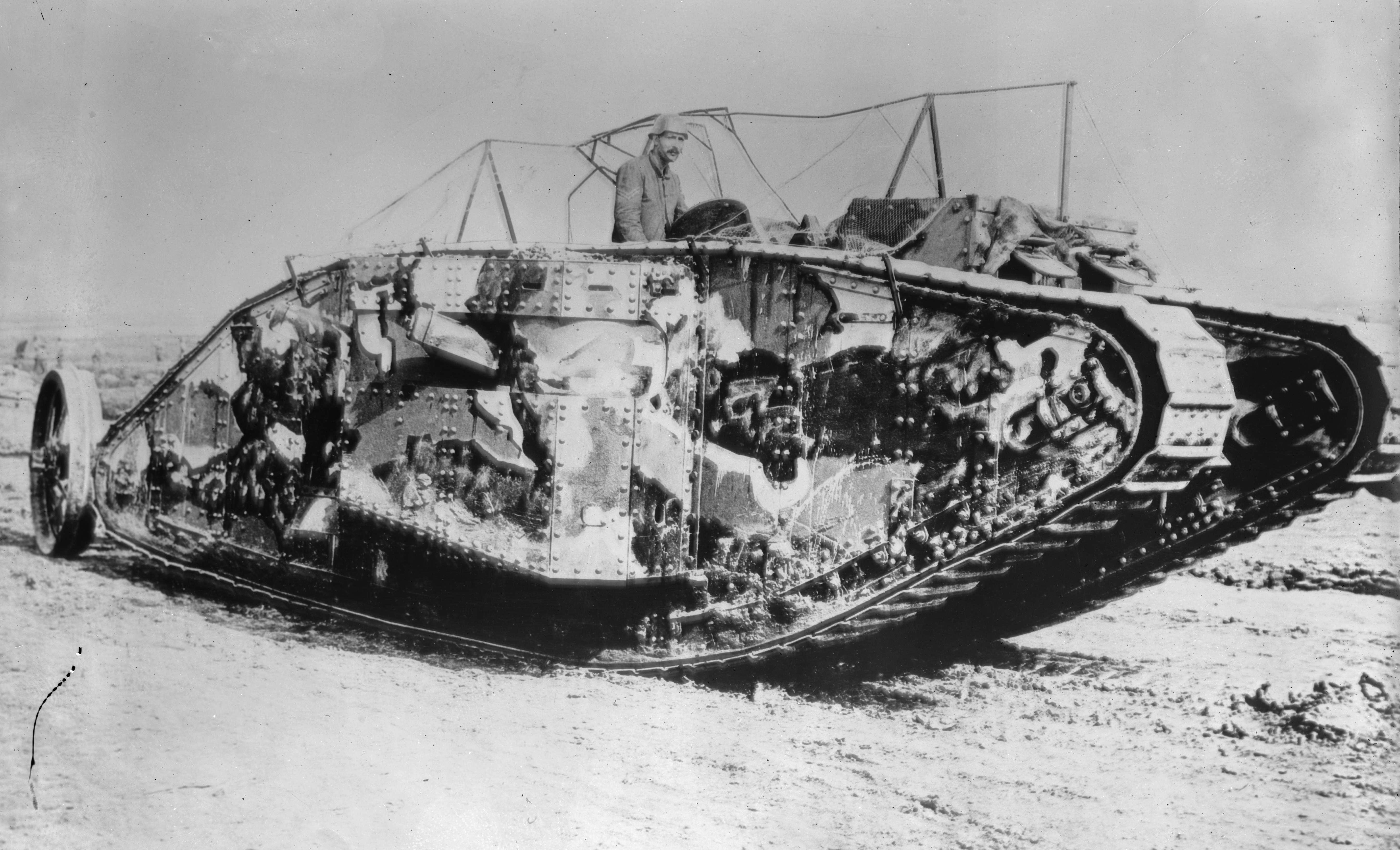
マーク I 雌型

アングル材で組み立てられたフレームに、6-10 mm厚の鋼板をリベット・ボルト留めすることで製造されている。マークIは菱形の車体で、泥地の塹壕でも乗り越えられるだけの低い重心と履帯を備えている。車体前面に車長・操縦手のためのキューポラがそれぞれ張り出し、車体側面にはスポンソンと呼ばれる張り出し砲郭が設けられ、また、車体後部から突き出した形で大型の尾輪が設置されている。現行の主力戦車と比べてまったく異なる形状・武装・装甲であるが、これは戦車に、歩兵の盾となって、敵陣地・塹壕・鉄条網を突破し、車体による蹂躙と火力で障害物を排除し、歩兵進撃を支援することが第一に求められていたためである。構想では、鉄条網を突破後、塹壕に沿って前進しながらスポンソンの砲と機銃で塹壕内の兵を掃討する戦法が考えられており、徹頭徹尾塹壕戦に特化した兵器であった。特化した目的に造られた戦車であるがゆえ、敗走する敵の追撃や戦果拡大には全く対応できず、ホイペットのようなより高速の戦車の登場を促す事になる。
また、全長9.9mという大きさは現在の主力戦車を上回る。これは小型化ができるほど技術が進んでいなかったこともあるが、なにより超壕性が優先されたことによる。なお、当初無線機は搭載されず、後方との連絡は伝書鳩が用いられた。無線機の搭載が行われたのは1917年後半からで、150輌製造された。

### 武装
マーク Iの武装は、左右の車外側面にスポンソン（張り出し）に装備された砲郭（ケースメート）が設置され、このケースメートに、
- 主武装に海軍砲から転用された40口径のオチキス QF 6ポンド（57mm）砲2門、副武装としてオチキス .303（7.7mm）空冷式軽機関銃3挺を搭載する車輌が「雄型（Male）」
- 主武装にヴィッカース .303（7.7mm）水冷式重機関銃4挺、副武装としてオチキス .303（7.7mm）空冷式軽機関銃1挺を備えた車輌が「雌型（Female）」

と呼ばれる。
機関銃についてはよく誤解されがちだが、雌型の主武装がヴィッカース .303（7.7mm）水冷式重機関銃で、雄型と雌型の副武装がオチキス .303（7.7mm）空冷式軽機関銃である。
2種類の車輌が開発されたのは、雄型が塹壕を突破し、その雄型を攻撃しようとする敵歩兵を雌型の機関銃で撃退する、という運用が考えられていたためである。ただ、やはり全周砲塔を搭載しないため、前方への火力投射能力は低い。

### 装甲
側面の装甲厚は8mmのボイラー用鋼板で、小火器の攻撃に耐えられるようにしたものだが、同時期にドイツで開発された小銃用徹甲弾「K弾（SmK弾）」には貫通されてしまった。ドイツは敵戦車に対抗するためにK弾を増産し、前線の全兵士に10発ずつ支給した。また、歩兵に包囲されて制圧されたり、投擲爆薬や手榴弾で攻撃されたりする危険性もあった。イギリスは、K弾に対抗するために、装甲をより厚くした（鋼板の質を変えたとも）改良型の「マーク IV 戦車」を開発投入し、爆発物の投擲攻撃に対処するために、上記写真のように車体上部に金網主体の切妻屋根状構造物を載せ、投げ込まれる爆発物を車外へ転げ落とすか（その後の戦車の設計において、車体上面（特に機関室）に傾斜をつけるのも、この教訓からである）、最悪、直撃を避ける方策に出た。それに対してドイツは、敵戦車の装甲板へのMG08重機関銃によるK弾の一点集中連続射撃や、口径13mmの対戦車ライフルである「マウザー M1918」や、手榴弾の威力を高めるため棒状の手榴弾を束ねた「収束装薬」（geballte Ladung、ゲバルトラドゥング）などを生み出している。この「収束装薬」は、かなり重く（推定で約1.7 kg）、人力で遠距離を投擲するのは無理があり（通常の重量の手榴弾でも投擲距離は最大30 m程）、敵戦車の底面下に放り込むなど、歩兵肉薄攻撃で用いられる。

### エンジン
28 t前後の車体を駆動するエンジンは、リンカーン・マシン ナンバー1（トリットン・マシンとリトル・ウィリー）と同じく、デイムラー ナイト（Daimler-Knight、ナイトはエンジン名）水冷直列6気筒ガソリンエンジン 105 hpを、車体中央に搭載した。車体後方に起動輪がある後輪駆動方式である。車体前方には誘導輪があり、誘導輪を前後に動かすことで履帯のテンションを調整できた。

### 乗員
乗員8名の内、4名は砲手や機関銃手（ガンナー）で、砲座や銃座につき、残り4名は操縦関係で、1名はブレーキ操作を行うブレーキ手（ブレークスマン）で車長（コマンダー）が兼任し、1名はプライマリー・ギアボックス（前進2段、後進1段）の操作を行う操縦手（ドライバー）。2名は左右で別々になっているセカンダリー・ギアボックス（変速2段）の操作をそれぞれが担当して行う変速手（ギアーズマン）。

### 操縦性
マークIの操縦は非常に困難であったと言われている。針路の変更は、左右どちらかの履帯を止めるか速度を落とすかのいずれかによって行われた。
エンジンを動かしている間は騒音で耳を塞がれ、操縦手がプライマリー・ギアボックスを設定した後は手信号でギアーズマンに調整するよう伝えるが、車内が火器のフラッシュや硝煙で視界が悪い時にはスパナでエンジン部を叩くなどして注意をひくこともあった。
エンジンがエンストを起こした場合、ギアーズマンがエンジンとギアボックスの間にある大きなクランクを回してエンジンを始動させるが、ほとんどのマークIは停止した際に砲撃を受けて破壊された。
マーク Iからマーク IVまでの前期型菱形戦車は、操行装置に難を抱えていたので進路の変更ですら困難であり、車体尾部にトリットン・マシン以来の、超壕補助兼操行補助用の大型尾輪（ステアリング・ホイール）を装備していた。わずかな針路変更であれば、この尾輪で行うことができた。この尾輪は鋼鉄製のケーブル操作により片側ずつ回転を止めることができ、これにより回転を止めた車輪の側に車体全体が横滑りして向きを変える、というわけである。ただ、この尾輪は戦闘中に破損してしまう事が多く、搭載されなくなった。

### 安全性・居住性
構造上サスペンションは一切考慮されず乗り心地は最悪であった。また車体の内部は分割されておらず、乗員はエンジンと同じスペースに乗り込んでいたため、エンジンの轟音と熱気が直接、乗員を襲い、換気装置もないので排気ガスが蔓延した。また、剥き出しで稼働中のエンジンに乗員が触れて事故を起こす危険性もあった。スリットからの外光頼りの車内には照明もなく、外部と連絡を取る無線機も装備されていなかった。
換気を考慮されていない構造であったため、有毒な一酸化炭素、気化した燃料やオイルの臭気、火器から生じる硝煙などによって車内は劣悪な環境であった。その上、エンジンから発生する熱によって摂氏50度に達することもあった。乗員はこれらの問題に対応するため、ヘルメットとゴーグルを常備し、塹壕戦で一般化したガスマスクを装備することもあった。

## 改良
マークIは超壕性を求めた結果、搭乗員の安全性や居住性・操縦性能などに問題を抱えていた。これらは実戦投入により得られた戦訓を反映し、II・III・IVと改良が施されるごとに改善が図れた。

### マーク II

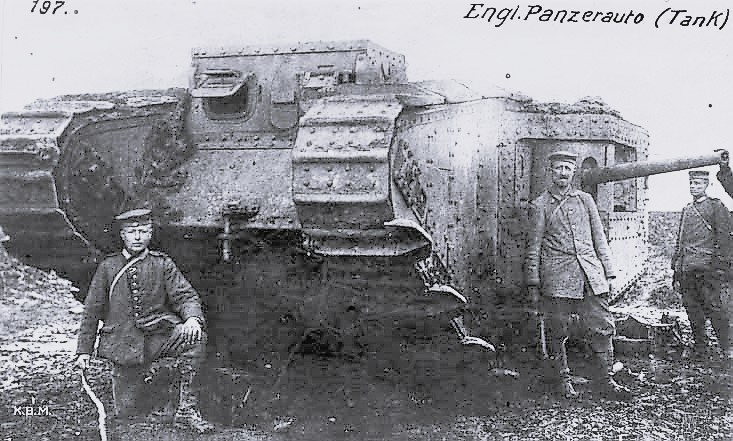
ドイツ軍が鹵獲したマーク II 戦車

訓練用戦車。ハッチが増設されるなど細部に改良が施されたが、基本構造はマーク Iから変更はない。ウイリアム・フォスター社（雄型25輌）とメトロポリタン社（雌型25輌）によって、1916年12月から1917年1月にかけて、50輌が製造された。20輌がフランスに輸出され、25輌がイギリスのドーセットのウール訓練場に残り、残りの5輌は試験用車輛として保管された。

### マーク III

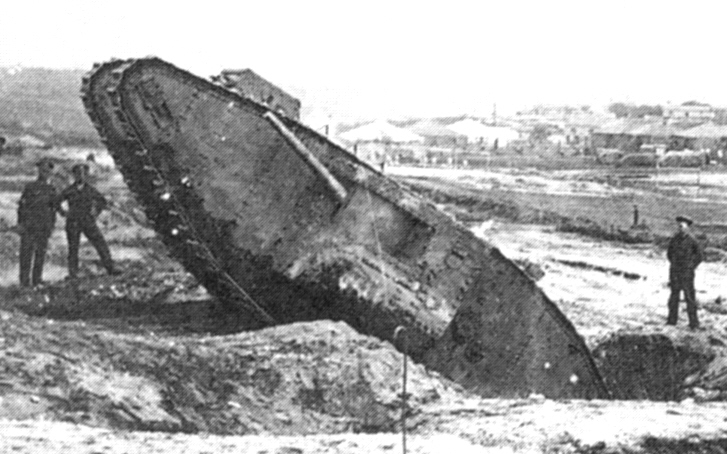
マーク III 戦車、1917年

訓練用戦車。当初は後のマーク IV 戦車並みの新機能を盛り込むことが企図されたが、それらの開発が間に合わなかったため、訓練用となった。主に搭載する武装の改良が図られ、雄型が搭載する6ポンド砲の短砲身化（マーク I・IIの40口径から23口径へ）、雌型は銃座の小型化が行われた。マーク IIよりも装甲を一部強化。メトロポリタン社によって50輌が製造された。マーク II/IIIの一部の車両は、無線戦車や補給戦車など、各種特殊車両に改修されている。

### マーク IV
マーク II・IIIに続き各所改良が施され、搭乗員の居住性等の改善も含めて、前期型菱形戦車の集大成となったのがマーク IVである。
ドイツの小銃/機関銃用徹甲弾SmK弾に対抗するために、マーク IV 以降の戦車は、装甲の質が改善され、特殊な鋼鉄製装甲となった。左右のスポンソンは鉄道輸送の便のために引き込みが可能となった。燃料タンクが車体後部の外部に移され、主区画（メインコンパートメント）である戦闘室兼機関室と、隔壁で分離された。
排気管に消音機がつけられ、実用性が高まった。A7Vとの初の戦車戦を経験。武装は、雄型が23口径6ポンド砲×2とルイス .303（7.7mm）空冷式軽機関銃×3、雌型がルイス .303（7.7mm）空冷式軽機関銃×5。
日本陸軍も1918年（大正7年）にマーク IV 戦車の雌型を1輌輸入している。

### マーク V
装甲兵員輸送車であるマーク IXを除いて、大戦中に量産された菱形戦車の最終型にして完成形。
1918年1月から生産開始。主に、エンジンの換装やトランスミッション系などの改良が行われた型で、ギアーズマン2名とブレークスマン（ブレーキ手、それまで車長が兼任していた）1名が不要になり、それまで4人がかりだった戦車の操縦が、操縦手1名のみで可能になるという、抜本的な改良が行われた。これにより実用性が大きく向上した。乗員は8名で、車長（専任）1名と、操縦手1名と、砲手や機関銃手6名。さらにそれまでの菱形戦車に比べてエンジン出力が向上し、足回りの改良と相まって機動性が向上した。
また、装甲はマーク IVよりもさらに厚くなり、操行装置の改良により、車体尾部の超壕補助兼操行補助用の大型尾輪（ステアリング・ホイール）は不要となり廃止された。加えて、乗員の視界が改善されている。武装に関しては、ガンナーが増えたことや邪魔な尾輪が無くなったことで、マークVからは雄雌型それぞれ軽機関銃が車体後面に1挺ずつ増えている。更なる改良型であるマーク V*、V**（*は「スター」、**は「ダブルスター」と読む）も存在する。マーク V*は車体中央部分が延長され、履帯の接地面積が増えたために、操縦や旋回が困難になった。マーク V*は579両が完成。マーク V**では、足回りの改修とエンジンをリカード 225 hpに換装し、その欠点が改善されたが、第一次世界大戦の終結により、戦後に25両が生産されたのみであった。

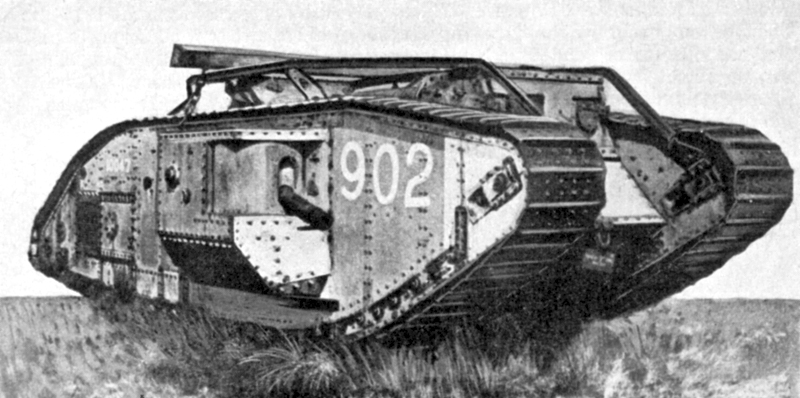
マーク V* 戦車、屋根の上に塹壕脱出用の（履帯に取りつける）レールを積んでいる。

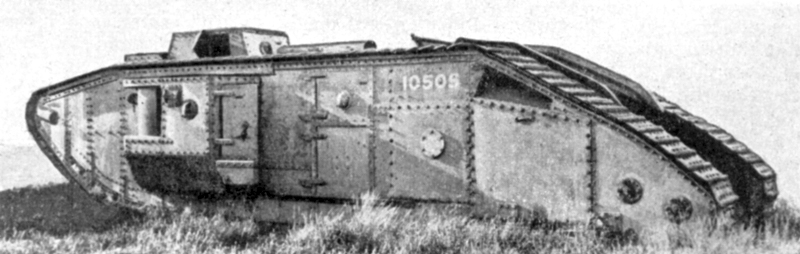
マーク V** 戦車

### マーク VI

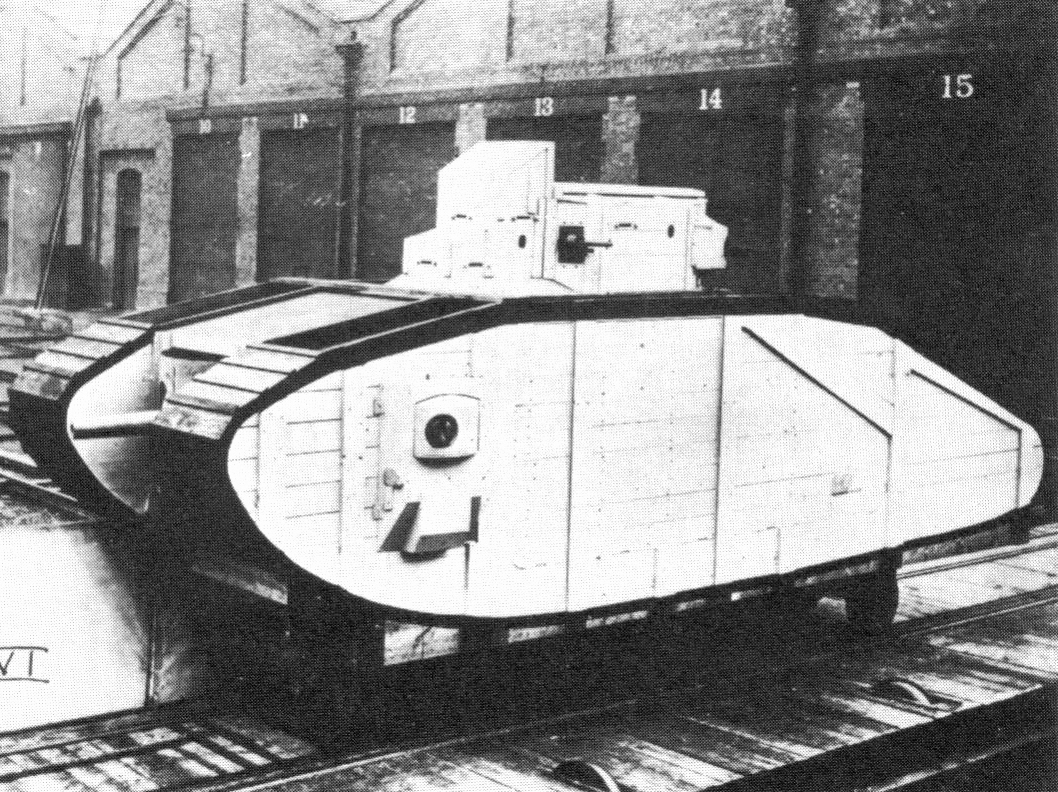
マーク VI 戦車のモックアップ、1917年

アメリカ陸軍の要請で設計・開発がスタート。マーク Vを小型軽量化し、武装が側面から前方へと移されるなどの設計変更が行われたが、マーク VIII計画のために、開発は中断し、量産には至らなかった。

### マーク VII

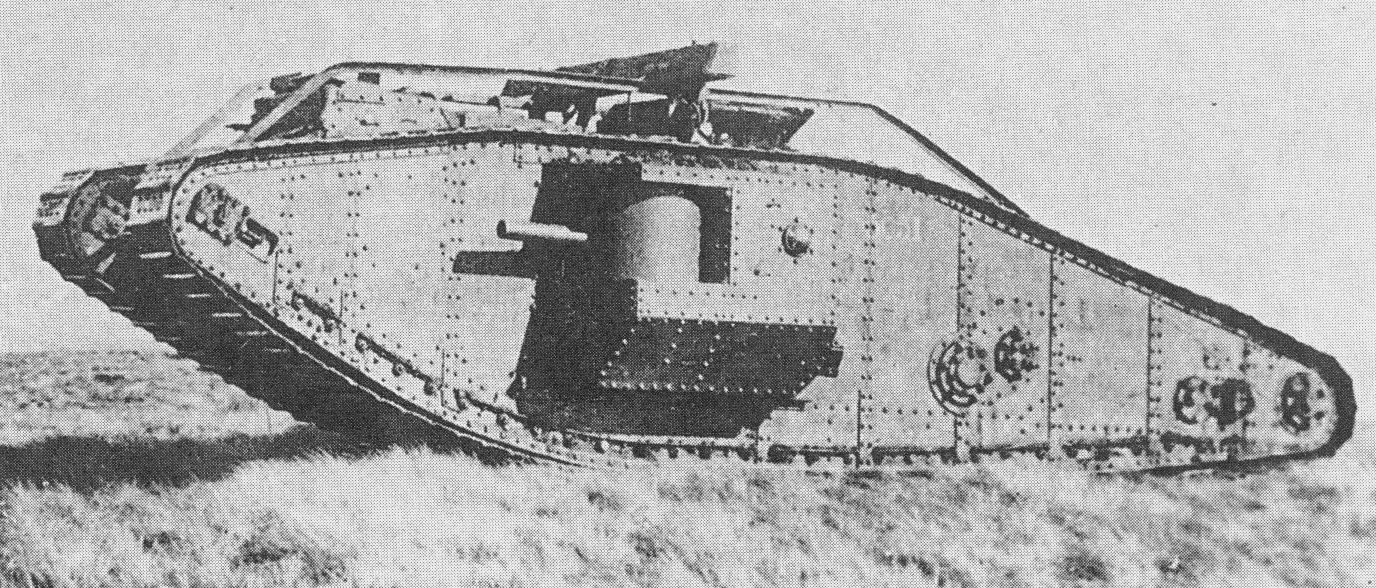
マーク VII 戦車

マーク Vの車体後部に「タッドポール・テール」を装着して延長し、越壕能力と操縦性能を向上させた型。試作車1輌のみで開発は打ち切りになった。マーク VII 戦車は現存していない。
映画「インディ・ジョーンズ/最後の聖戦」に、マーク VII 戦車（マーク VIII 戦車とする説もある）をモデルにしたプロップ（実物大可動模型）が登場。ただし、実際のマーク VIIと異なり、車体上面に旋回砲塔が増設されている。プロップは、全長11m、重量25tで、中古の HYMAC 590 掘削機のシャーシをベースに作られ、ローバーV8エンジン2基を搭載していた。
プロップは2両が作成され、その内、1両は鋼鉄製（重量28t）で、もう1両はアルミ製だったとも。動力が無い方は、撮影の時はトラックで引っ張って動かしたとも。

### マーク VIII

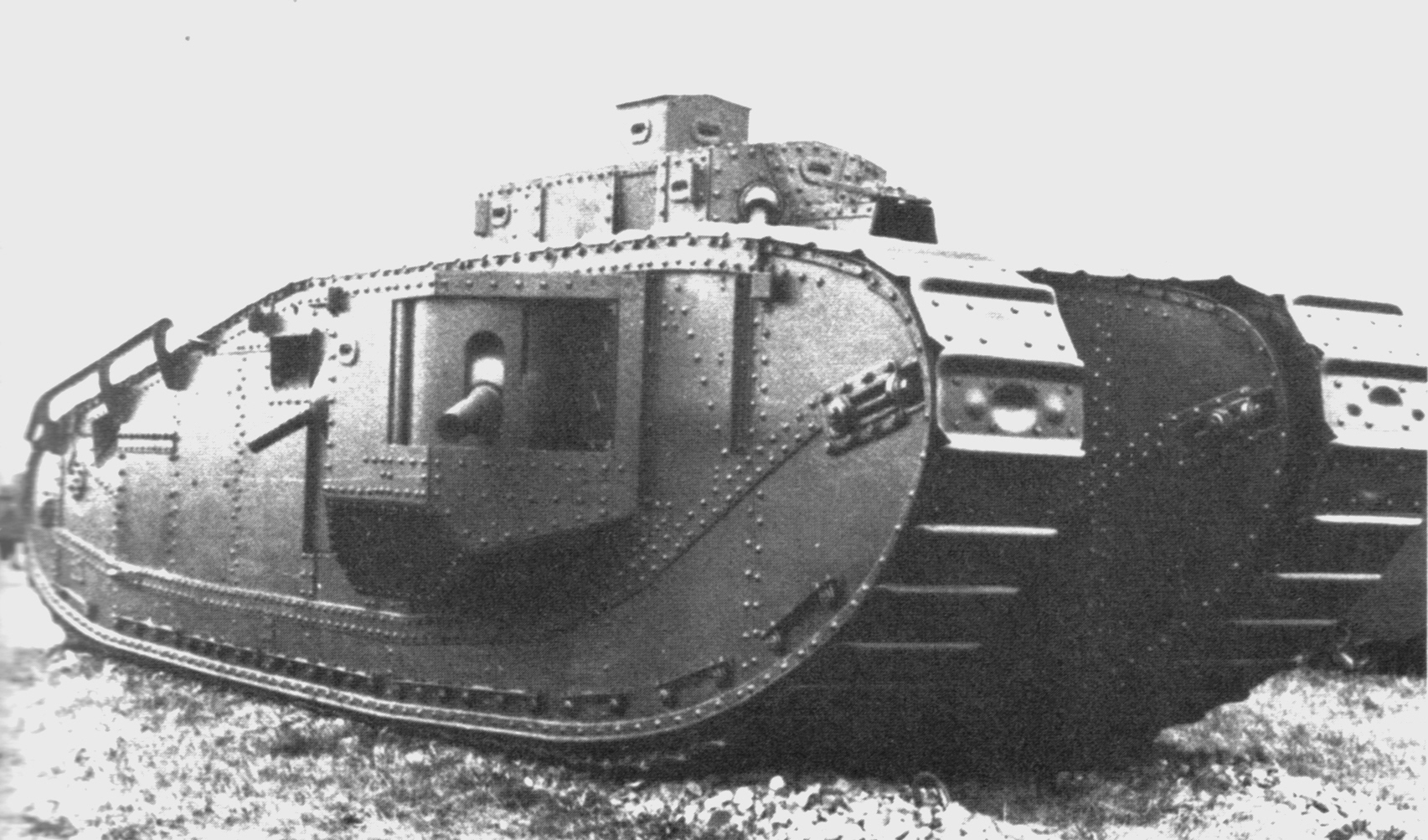
マーク VIII 戦車

菱形戦車の最終型。イギリス、フランス、アメリカの共同開発。イギリスが設計し、大量生産技術に優れたアメリカの主導で、フランス国内の工場で1,500輌生産して、三国に配備する計画だった。
1919年以降の連合軍による大攻勢で使われるはずだったが、開発途中にドイツが降伏し、終戦時にはイギリスで7輌、アメリカで1輌が製造されたのみであった。製造された100輌分の部品をアメリカが引き取り、独自に組み上げ、アメリカ陸軍の重戦車「リバティ重戦車」として制式採用し、アメリカ国内に配備した。
マーク VIII（リバティ重戦車）は、ストロボスコープキューポラ（回転展望塔）を実験的に装備した戦車としても、知られている。
アメリカ陸軍武器科は、1920年から1925年にかけて行われたプロジェクトで、1輌のマーク VIII（リバティ重戦車）に、試験用のストロボスコープキューポラを取り付け、実験した。アメリカ製のストロボスコープキューポラには、スリット付きの外筒1つしかなく、0.30 cal（口径7.62 mm）の弾丸の飛沫に対して非常に脆弱であると主張された。ストロボスコープキューポラよりもペリスコープの方が優れているという結論に達し、このプロジェクトは1926年に放棄された。
全長10.4 m、全幅3.8 m、全高3.1 m、装甲厚16 mm、武装57 mm砲×2、機関銃×7、重量37 t、最高速度9.6 km/h、乗員8名、エンジンは、イギリス製はロールスロイス 300 hp（最初の1両のみ）もしくは リカード 液冷直列6気筒ガソリンエンジン 150 hp×2基結合、アメリカ製はリバティ L-12 液冷V型12気筒ガソリンエンジン 338 hp。

### マーク IX
歩兵30～50名、もしくは10 tの荷物を運搬可能な大型輸送車両で、世界初の装甲兵員輸送車でもある。少数生産のみ（休戦時に3輌完成。計34輌製造）に終わる。
エンジンを車体前方に配置した後輪駆動で（そのため内部空間にドライブシャフトが通っている）、車体中央に歩兵や荷物の搭載用の内部空間を作っているが、歩兵用の座席は無かった。側面に左右2つずつ、計4つの乗降扉がある。車体側面には乗車戦闘を可能とする歩兵用のガンポートが設けられていた。
なお、ドイツのA7Vには、戦車型と兵員・弾薬輸送車型があり、兵員・弾薬輸送車型（Überlandwagen、ウーバーラントヴァグン）は30輌が完成しており、こちらが世界初の装甲兵員輸送車とされることもあるが、乗員を保護する天板や装甲は無い。
また、Mk.IXは、車体が大きく浮力が大きいことから、1918年に浮航式の水陸両用戦車の実験車両に改造されている。

### A1E1 インディペンデント重戦車
塹壕突破用戦車として1925年に開発された、菱形戦車の正統な後継車。

### A20重戦車
菱形戦車の直系の歩兵戦車、重戦車。後にチャーチル歩兵戦車へと発展。

### TOG 1重戦車
菱形戦車を開発したメンバー（ジ・オールド・ギャング）と企業が第二次世界大戦初期に開発した、菱形戦車の直系の重戦車。設計思想が第一次世界大戦時のままであった。

## 登場作品

### アニメ
『ガールズ&パンツァー』
第一話の「戦車道入門」に登場する。